# Dan Johnston (chính khách)
Dan L. Johnston (6 tháng 4 năm 1938 – 21 tháng 10 năm 2016) là một luật sư người Mỹ và cựu chính khách. Ông đến từ Des Moines, Iowa. Là thành viên của Đảng Dân chủ Iowa, ông phục vụ tại Hạ viện Iowa và là luật sư của Quận Polk.

## Tuổi thơ
Sinh ra ở Montezuma, Iowa, Johnston theo học tại các trường công lập ở Marshalltown và Toledo trước khi lấy bằng cử nhân của Westmar College, theo học Đại học bang Iowa và lấy bằng luật từ Trường Luật Đại học Drake.

## Đời tư
Johnston là người đồng tính; bạn đời của ông trong hơn 35 năm là Norman Jesse, người cũng từng phục vụ tại Nhà Iowa. Cả Johnston và Jesse đều không công khai là người đồng tính trong sự nghiệp chính trị của họ. Họ duy trì các khu nhà riêng biệt bên kia đường và hiếm khi qua đêm trên cùng một chiếc giường.
Xu hướng tính dục của Johnston trở thành một vấn đề khi ông tái tranh cử với tư cách là luật sư của Hạt Polk vào năm 1980. Những tin đồn dai dẳng về vấn đề đồng tính luyến ái của ông lên đến đỉnh điểm trong một cuộc gọi điện thoại hỏi Johnston trên một chương trình trò chuyện trên đài phát thanh địa phương. Johnston từ chối trả lời, nói rằng "không ai có bất kỳ doanh nghiệp nào đặt câu hỏi".
Johnston qua đời vì bệnh ung thư vào ngày 21 tháng 10 năm 2016 tại một nhà tế bần ở Des Moines, Iowa.